# Trăstenik
Trăstenik (bulgariska: Тръстеник) är en ort i regionen Pleven i norra Bulgarien. Orten ligger i kommunen Dolna Mitropolija, 18 kilometer nordväst om Pleven och 30 kilometer söder om floden Donau. Trăstenik hade 4 016 invånare (2018).